# Franklin, Texas
Franklin là một thành phố thuộc quận Robertson, tiểu bang Texas, Hoa Kỳ. Năm 2010, dân số của xã này là 1564 người.

## Dân số
- Dân số năm 2000: 1470 người.
- Dân số năm 2010: 1564 người.